# Four Tops
I Four Tops sono un quartetto statunitense vocale, il cui repertorio include brani doo-wop, jazz, soul, R&B, disco e showtunes. Fondati a Detroit, inizialmente con il nome The Four Aims, il principale cantante Levi Stubbs, insieme a Abdul "Duke" Fakir, Renaldo "Obie" Benson e Lawrence Payton sono rimasti in attività per quattro decenni.
Nel 1999 sono stati inseriti nella Vocal Group Hall of Fame.

## Storia
I Four Tops furono uno dei gruppi che aiutarono a definire il riconoscibile stile musicale della Motown degli anni Sessanta. Insieme a The Miracles, The Marvelettes, Martha and the Vandellas, The Temptations, e The Supremes, i Four Tops erano soprattutto famosi dato che il cantante, Stubbs, era un baritono, mentre la maggior parte degli altri gruppi avevano un tenore.
Il gruppo ebbe due singoli che arrivarono in vetta alla Billboard Hot 100: I Can't Help Myself per due settimane nel 1965 e Reach Out I'll Be There, entrambe scritte come quasi tutti i loro lavori, dal team di compositori Holland-Dozier-Holland. Nel 1972, i Four Tops passarono alla ABC Records, con cui continuarono a registrare dischi fino alla fine degli anni Settanta. In seguito il gruppo ha spesso cambiato casa discografica, ed attualmente è sotto contratto per la Universal Music Group.
Nel 1997, dopo la morte di Lawrence Payton, il gruppo continuò ad esibirsi con tre elementi, cambiando provvisoriamente il proprio nome in The Tops,, fino al momento in cui Theo Peoples (ex componente dei Temptations) fu reclutato come quarto componente. Nel 2000 Ronnie McNeir si unì al gruppo in sostituzione di Stubbs, malato di cuore. Nel 2005, Roquel Peyton (figlio di Lawrence), prese il posto di Renaldo Benson, morto di cancro.
Dal 2006, Fakir, McNeir, Payton, e Peoples compongono l'attuale formazione dei Four Tops. Dopo la morte di Levi Stubbs avvenuta nel 2008, Fakir è stato l'ultimo membro originale del gruppo ancora in vita, fino al suo decesso nel 2024.

## Membri

### Membri attuali
- Ronnie McNeir - secondo tenore (1999-presente)
- Lawrence Roquel Payton Jr. - basso/baritono (2005-presente)
- Theo Peoples - voce principale (2000-2010; 2025-presente); secondo tenore (1998-2000)
- Michael Brock - primo tenore (2024-presente)

### Ex membri
- Levi Stubbs - voce principale (1953-2000; 2004)
- Abdul "Duke" Fakir - primo tenore (1953-2024)
- Renaldo "Obie" Benson - basso/baritono (1953-2005)
- Lawrence Payton Sr. - secondo tenore (1953-1997)
- Harold "Spike" Bonhart - voce principale (2010-2018)
- Alexander Morris - voce principale (2018-2025)

## Discografia

### Album in studio
- 1965 - Four Tops
- 1965 - Four Tops Second Album
- 1966 - On Top
- 1967 - On Broadway
- 1967 - Reach Out
- 1968 - Yesterday's Dreams
- 1969 - Four Tops Now!
- 1969 - Soul Spin
- 1970 - Still Waters Run Deep
- 1970 - Changing Times
- 1970 - The Magnificent 7 (con The Supremes)
- 1971 - The Return of the Magnificent 7 (con The Supremes)
- 1971 - Dynamite! (con The Supremes)
- 1972 - Nature Planned It
- 1972 - Keeper of the Castle
- 1973 - Main Street People
- 1974 - Meeting the Minds
- 1975 - Night Lights Harmony
- 1976 - Catfish
- 1977 - The Show Must Go On
- 1978 - At the Top
- 1981 - Tonight!
- 1982 - One More Mountain
- 1983 - Back Where I Belong
- 1985 - Magic
- 1988 - Indestructible
- 1995 - Christmas Here with You

### Album dal vivo
- 1966 - Four Tops Live!
- 1974 - Live & in Concert

### Raccolte
- 1968 - The Four Tops Greatest Hits
- 1971 - Greatest Hits Volume 2
- 1973 - The Best of the 4 Tops
- 1973 - The Four Tops Story 1964–72
- 1974 - Anthology
- 1982 - The Best of the Four Tops
- 1990 - Their Greatest Hits
- 1992 - The Singles Collection
- 1997 - The Ultimate Collection
- 1999 - The Millennium Collection: The Best of Four Tops
- 2008 - Classic Four Tops: The Masters Collection
- 2011 - S.O.U.L.